# Postavonat

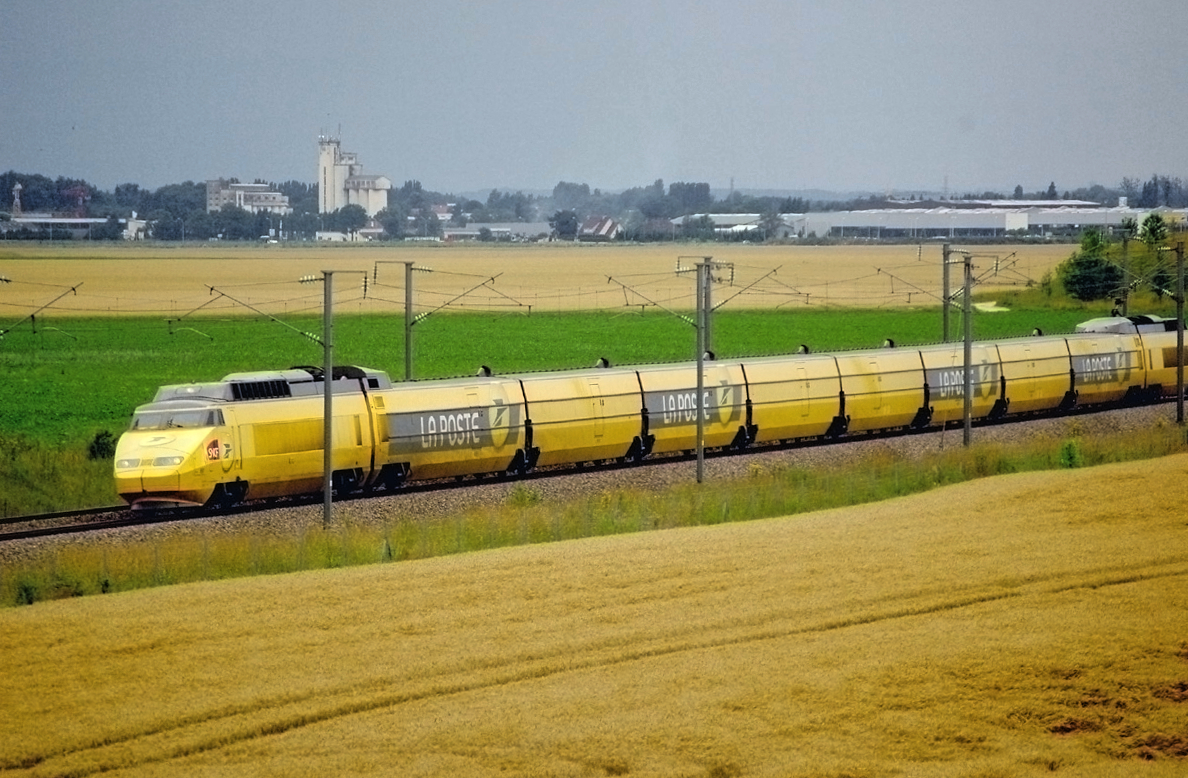
A TGV La Poste Franciaországban

A postavonat olyan vonat, mely a hozzákapcsolt postakocsiban postai küldeményeket is továbbít.

## Története
Az első postavonat Magyarországon 1868-ban közlekedett. 136 év után, 2004. június 26-án szűnt meg a szolgáltatás Magyarországon. Helyette a postát ma már tehergépkocsik szállítják.

## Jelentősége
A postavonat egy olyan éjszakai szolgálat volt, amely a vasútvonal által érintett nagyvárosokban állt meg. Ott leadták a csomagokat és zsákban az odavaló leveleket, illetve felvették a csomagokat és a leveleket.
A vonaton a következő nagyváros eléréséig, tipikusan 30-60 perc alatt leválogatták a felvett küldeményt is, így a frissen felvett küldeményből is a következő nagyvárosba érve már leadták az oda szántakat.
Ezáltal a Magyar Posta 1 munkanap alatt gyakorlatilag az ország legtöbb településére kézbesíteni tudta a küldeményeket.

## További szolgáltatások
A postavonatra általában egy, néha kettő személykocsit is kapcsoltak, ahol normál díjszabású menetjegyért éjjel is meg volt teremtve a lehetőség, hogy távolra lehessen utazni. Sokan, akik valami oknál fogva nem tudtak az utolsó vonattal úticéljukig eljutni, örömmel vették igénybe ezt a lehetőséget.
Érdekessége, hogy a meghirdetett menetrend szerint érdemes volt kiérni, mert általában pontosan indult. Azonban ha a postai küldeményt szállító teherautó késett, akkor értelemszerűen a vonat indítását is akár 60 perccel is elcsúsztathatták. Hiszen elsődlegesen a postai áruszállítás volt a célja. A kiszámíthatatlanság miatt az utasok részéről sok panasz érkezett.

## Vonatok az utolsó években
A postakocsit továbbító személyvonatok esetén az utascserén túl a postai szállítás is befolyásolta a menetidőt. Például Győr felé 20:50-kor a Keletiből indított személyvonat Tatabányára 22:05-kor ért, majd utascsere után 22:10-kor előregurult a postázóépülethez és a ki-berakodás után 22:25-kor továbbindult Győr felé a postázó elől.
Balatonszentgyörgy és Szombathely felé közlekedő vonat kettő postakocsiból állt, Székesfehérváron rakodás közben a Balatonszentgyörgy felé továbbítandót lekapcsolták és másik mozdonyt kapott.